# Adolf Steudel
Adolf Steudel (Esslingen, 29 de julho de 1805 - Stuttgart, 7 de abril de 1887) foi um filósofo, advogado e político alemão.

## Biografia
Nasceu em 29 de julho de 1805 na cidade alemã de Esslingen. Por influência da família e contra a sua própria vontade, em 1824 iniciou seus estudos em teologia. A disciplina de filosofia fazia parte do currículo do curso, e sua aptidão para tal área foi logo percebida pelos teólogos da instituição. No entanto estava insatisfeito com o curso, e com muita insistência convenceu seu paí a deixa-lo abandona-lo, e mesmo sem inclinação para tal, tentou carreira como advogado. Após passar no exame, se tornou assistente no escritório criminal em Stuttgart, mas teve problemas em lidar com uma longa cadeia hierárquica. Desejando ter mais tempo para seus estudos filosóficos e se livrar dos problemas com seus superiores, abandonou o serviço público e tornou-se advogado em Stuttgart. Apesar da não-inclinação para jurisprudência, muito lentamento alcançou uma prática decente e razoável reconhecimento em seu campo e em 1846 foi nomeado advogado oficial do Obertribunalprocurator de Stuttgart. De lá vieram suas principais influências políticas que aliadas as revoluções de 1848 ocorridas na Europa Central e Oriental, fizeram dele um homem politicamente liberal.
Sua carreira na política se inicia em 1849 quando foi eleito presidente da "Associação Popular Democrática de Stuttgart" (Demokratischen Volksvereins in Stuttgart) pela "Assembleia Extraordinária do Estado de Württemberg" ( Württembergischen Landesversammlung). Em 1850 chegou a seu auge na política, como "Ministros dos Negócios Estrangeiros". Após frustrações devido a muitos episódios de violações da constituição na política alemã, abandona por volta de 1874  tanto a carreira na política como na advocacia, e passa a se dedicar inteiramente a seus estudos e escritos filosóficos. Nunca se casou, e levando uma vida quase solitária, dedicava toda sua atenção ao estudo da filosofia, disciplina que ele de fato apreciava. Após viagem pela Suíça, alcançou finalmente certo reconhecimento no campo da filosofia, ao receber o titulo de Doutor Honoris Causa em filosofia pela Universidade de Tubinga.
Levou uma vida saudável até os 80 anos, mas repentinamente adoece e após longo sofrimento morre aos 81 anos de idade em Stuttgart em 7 de abril de 1887.

## Estilo filosófico
Seu ponto de vista era um panteísmo spinoziano. Todo problema era tratado primeiro historicamente, e os pontos de vistas dos filósofos eram individualmente analisados criticamente.

## Obras
Seus estudos filosóficos resultaram numa extensa obra: Philosophie im Umriss ("Filosofia em linhas Gerais") divida em 4 volumes; Stuttgart 1871-1885.